# 렌페 101급
렌페 101급(스페인어: Renfe Class 101)은 1994년 알스톰에서 TGV 아틀랑티크 모델을 기초로 발주해 현재는 6편성으로 운행하고 있다.

## 개요
렌페 100급 도입 당시 16편성을 표준궤로 주문을 변경했는데 알스톰의 계약 문제에 따른 이를 무마하는 차원에서 주문 편성 중 표준궤로 변경과 동시에 2편성은 그대로 도입한 반면 6편성은 당초 주문대로 광궤용으로 납품받았다. 2009년까지 유로메드로 운행하고 있으며 최고 영업 속도는 220km로 시범 운행 당시 최고 영업 속도는 254km를 기록했다. 2009년에 렌페 130급 차량이 도입하면서 기존에 유로메드에 운행했던 차량은 2010년까지 렌페 100급으로 개조된 이후 마드리드 ~ 알바세테 ~ 알리칸테 노선을 운행하게 되었다.

## 사건 및 사고
- 2002년 3월 30일에 타라고나 역에서 맞은편에 오던 열차와 충돌과 동시에 2대가 탈선했다. 이 사고로 2명이 사망하고 90명이 부상했다. 탈선된 2대 중 동력차가 파손되면서 폐차되었고 이후 TGV POS, TGV 듀플렉스에서 사용하는 동력차로 교환되었다.

## 사진

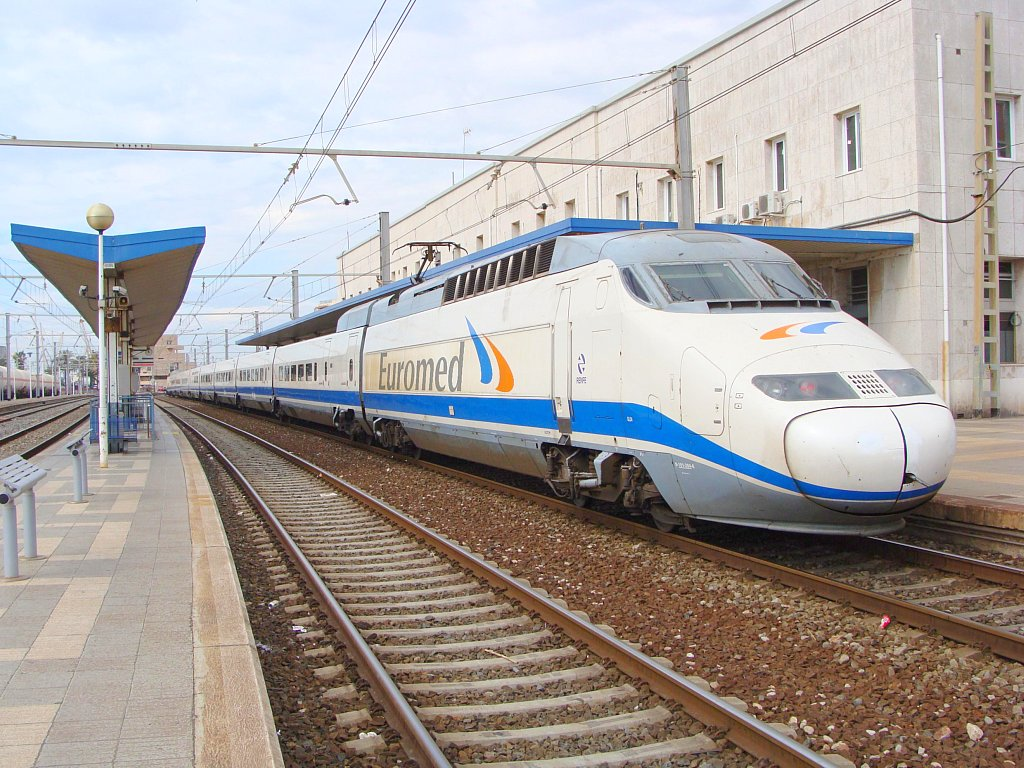
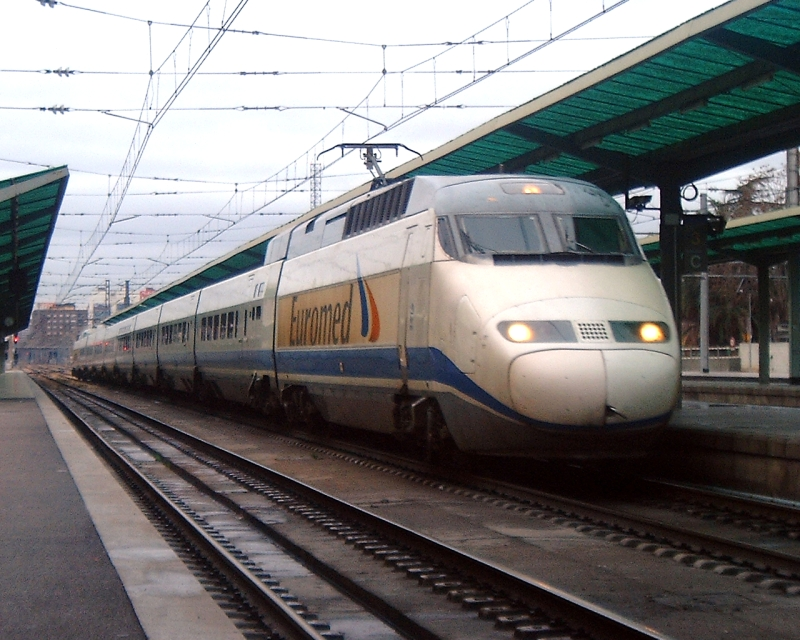
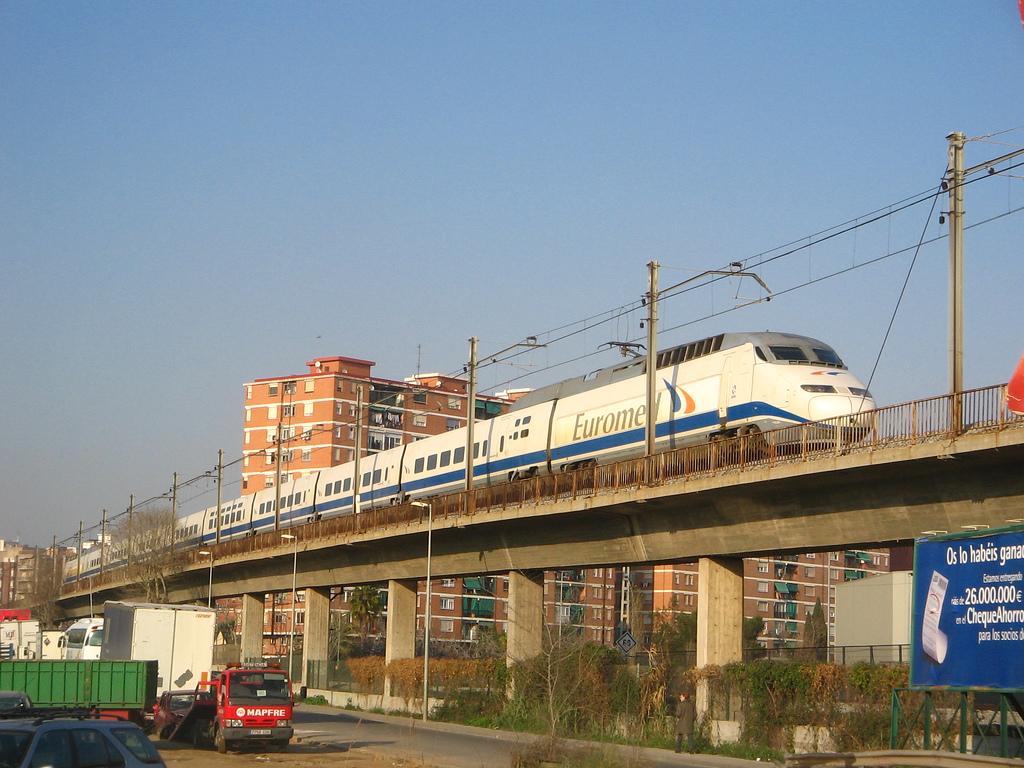

## 같이 보기
- 렌페 100급
- TGV 아틀랑티크